# Laura Ong
Pour les articles homonymes, voir Ong.
Laura Ong est une joueuse internationale française de volley-ball née le 30 avril 1989 à Ivry-sur-Seine (Val-de-Marne). Elle mesure 1,61 m et joue libéro.

## Biographie
Laura Ong est la fille de Bhakti Ong, ancien handballeur reconverti agent de joueurs. Son frère, Matthieu est handballeur professionnel.
Elle a commencé la pratique du Volley au club d'Aix en Provence avant de rejoindre l'Institut fédéral de volley-ball (IFVB) de Toulouse. Elle est alors régulièrement sélectionnée en équipes de France junior et cadette et termine notamment à la 7e place du Championnat d'Europe des -20 ans 2006 puis à la 6e place des Jeux méditerranéens de 2009.
En 2007, Laura Ong retourne une saison dans son club formateur du Pays d'Aix Venelles Volley-Ball avant d'être recrutée à 17 ans par le RC Cannes où elle évolue de 2008 à 2010. Vainqueur de deux championnats de Ligue AF et de deux coupes de France, elle participe à l'épopée de Cannes en Ligue des champions et obtient la troisième place lors de la saison 2009-2010. Mais avec trois Liberos internationales devant elle, son temps de jeu est très limité et elle retourne à Aix.
Elle s'impose comme la titulaire du poste et est appelée en équipe de France en 2013 pour disputer, avec succès, les matchs de qualification pour les Championnats d'Europe contre l'Ukraine.
N'entrant plus dans le projet de jeu de son entraîneur, elle rejoint en 2016 Le Cannet.

## Palmarès
- Championnat de France (2)
  - Vainqueur : 2009, 2010

- Coupe de France (2)
  - Vainqueur : 2009, 2010